# Pieter Bruegel den ældre
 Der er flere personer med dette navn, se Pieter Brueghel den yngre.
Pieter Brueg(h)el den ældre (født 1527, død 9. september 1569) var en flamsk maler. Han er berømt for sine ofte karikerede, allegoriske malerier af bønder. Fra 1559 droppede han h'et i sit navn og kaldte sig Bruegel. 
I 1559 malede han Nederlandske Ordsprog og i 1560 malede han Børnelege.
Han er den mest kendte af Brueghelfamilien, der også tæller hans sønner Pieter Brueghel den yngre, som stavede sig med "h", og Jan Brueghel.

## Udvalgte hovedværker
- De oprørske engles fald, 1562
- Dødens triumf, 1562
- Babelstårnet, 1563
- Jægere i sneen, 1568
- Bondebryllup, 1568
- Parablen om de blinde, 1568
- Nederlandske Ordsprog, 1559

## Eksterne links
- Wikimedia Commons har flere filer relateret til Pieter Bruegel den ældre
- Brueghel-biografi med billedlinks